# Ibuk (Lebos)
Ibuk ist ein osttimoresischer Ort im Suco Lebos (Verwaltungsamt Lolotoe, Gemeinde Bobonaro). Das Dorf liegt im Osten der Aldeia Mapelai, auf einer Meereshöhe von 1028 m. Am Dorfrand erhebt sich im Osten der Altolebos (1148 m), etwas weiter nördlich der Luagebek (1089 m) und südlich an der Straße der Basalu 1101 m, auf dem sich der Stützpunkt Ibuk der Unidade de Patrulhamento de Fronteira (UPF) befindet. Nach Norden führt die Straße nach Mapelai, dem Hauptort des Sucos.  Westlich entspringt der Sele, ein Zufluss des Malibaca.